# Broche de la prison Holloway
Pour les articles homonymes, voir Holloway.
La broche Holloway est une décoration décernée par la Women's Social and Political Union aux femmes incarcérées à la prison de Holloway en raison de leurs activités militantes de suffragettes.

## Histoire

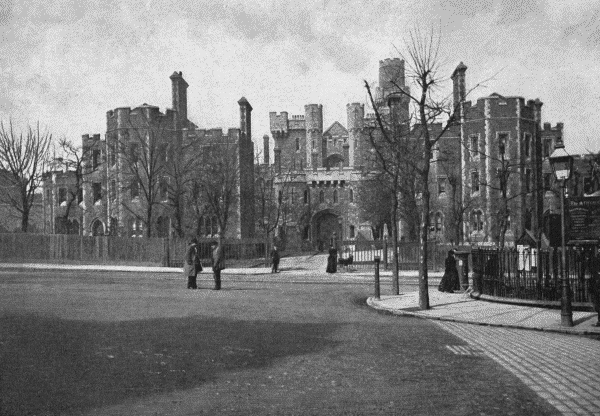
Prison de Holloway où sont détenues les suffragettes entre 1909 et 1914

À partir de 1903, la prison de Holloway, à Londres, est un lieu de détention pour femmes. Au début du XXe siècle, de nombreuses suffragettes y sont incarcérées. Certaines de ces prisonnières ont entamé des grèves de la faim pour obtenir le statut de prisonnières politiques.
La Women's Social and Political Union crée une broche pour distinguer les suffragettes emprisonnées en raison de leur participation à des événements et des actions en faveur du droit de vote des femmes. La broche est également appelée broche de la prison Holloway (Holloway Prison brooch), « insigne Portcullis », la herse symbolisant le parlement britannique et la revendication du droit de vote des femmes ou encore « la croix Victoria de l'Union » en référence à la Croix de Victoria, distinction militaire britannique.

## La broche Holloway

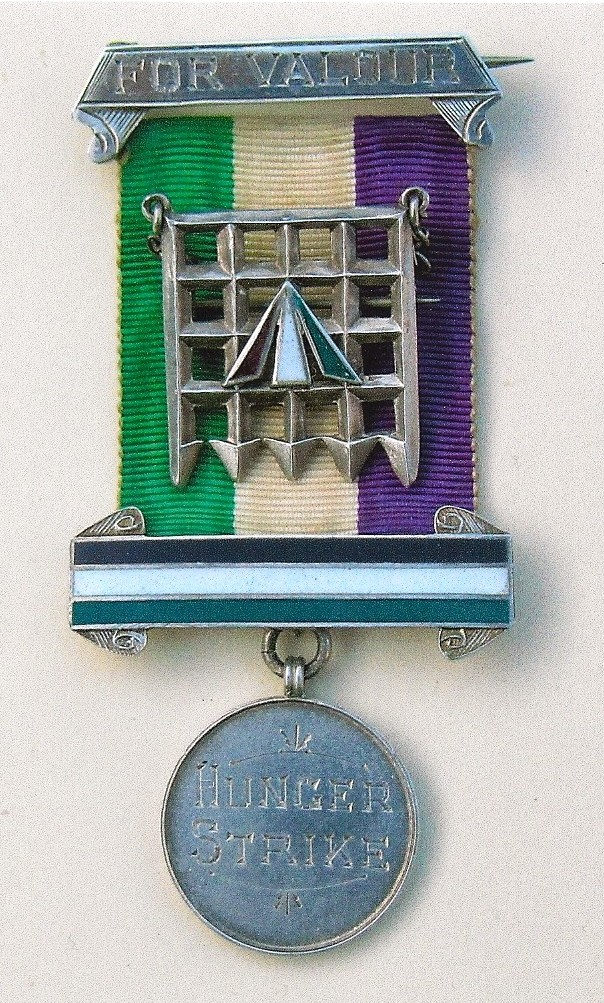
Broche de Holloway et médaille de la grève de la faim

La broche est créée par Sylvia Pankhurst. Elle est réalisée en argent, et sa forme symbolise la herse du Parlement britannique, tandis qu'une flèche stylisée en émail tricolore aux couleurs de la WSPU, la Broad arrow, rappelle le signe présent sur les uniformes des prisons britanniques,. Elle est encadrée latéralement par deux chaînettes qui rappellent la détention.
Les broches sont remises aux suffragettes à leur sortie de prison. La taille de la broche est d'un pouce (environ 2,54 cm) sur 0,75 pouce (environ 1,9 cm). Elles sont fabriquées par la société Toye & Cie de Londres.
Les premières broches sont décernées lors d'une cérémonie organisée par la WSPU le 29 avril 1909, au Royal Albert Hall,. Les broches sont remises par Christabel Pankhurst et Emmeline Pankhurst, Annie Kenney et Emmeline Pethick-Lawrence.

## Récipiendaires de la broche Holloway
- Gertrude Ansell
- Sarah Benett
- Evaline Hilda Burkitt
- Mabel Capper
- Joan Cather
- Grace Chappelow
- Leonora Cohen
- Louie Cullen
- Emily Davison
- Flora Drummond
- Kate Williams Evans
- Theresa Garnett
- Clara Giveen
- Katie Edith Gliddon
- Laura Geraldine Lennox
- Nellie Hall
- Edith New
- Pleasance Pendred
- Grace Roe
- Janie Terrero
- Minnie Turner
- Patricia Woodlock
- Rose Lamartine Yates

Quelques récipiendaires de la broche
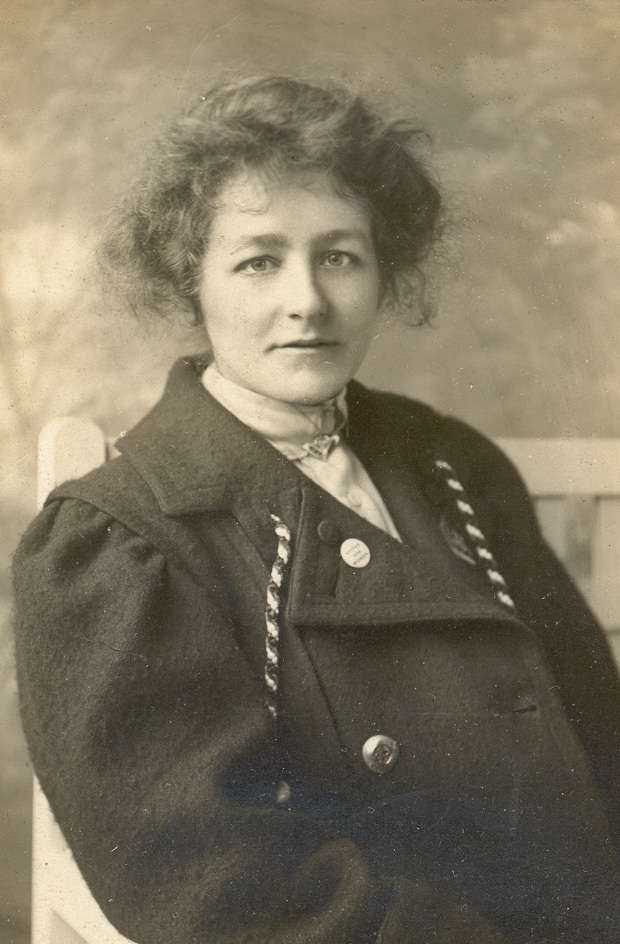
Edith New (1908)
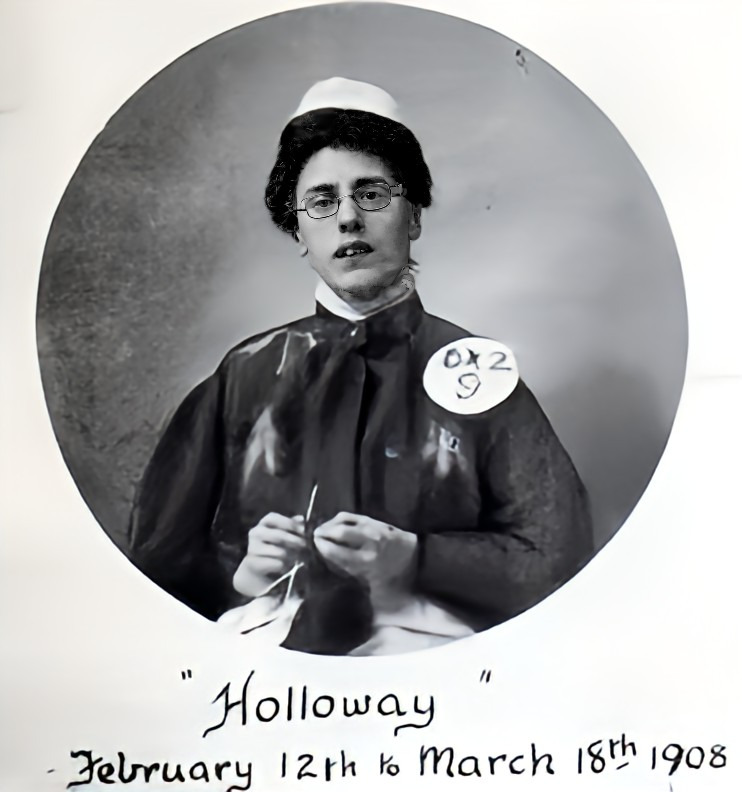
Louie Cullen (1908)
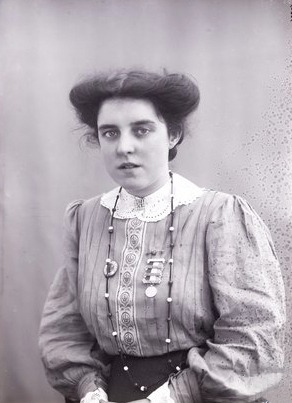
Theresa Garnett (1909)
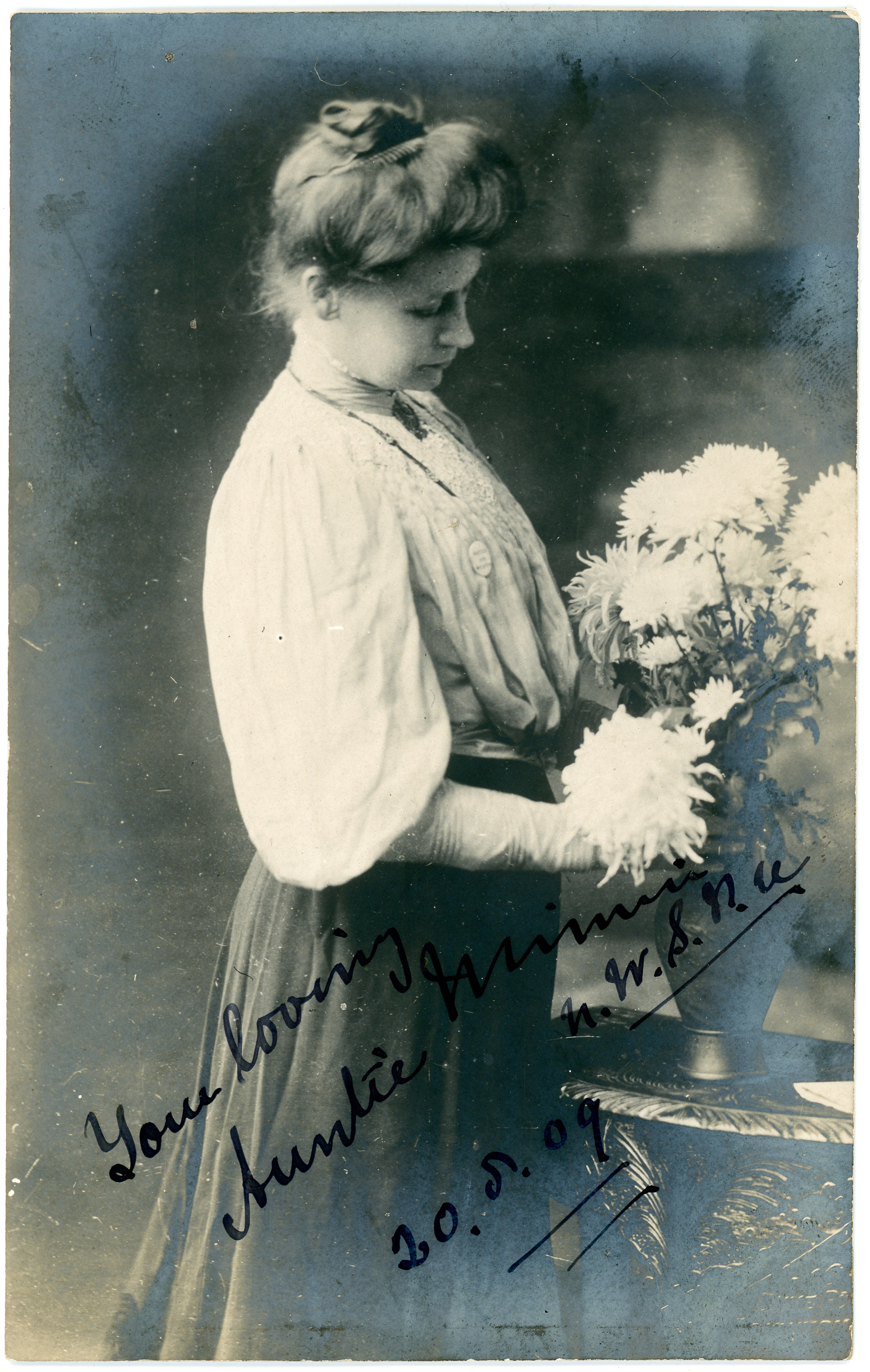
Minnie Turner (1909)
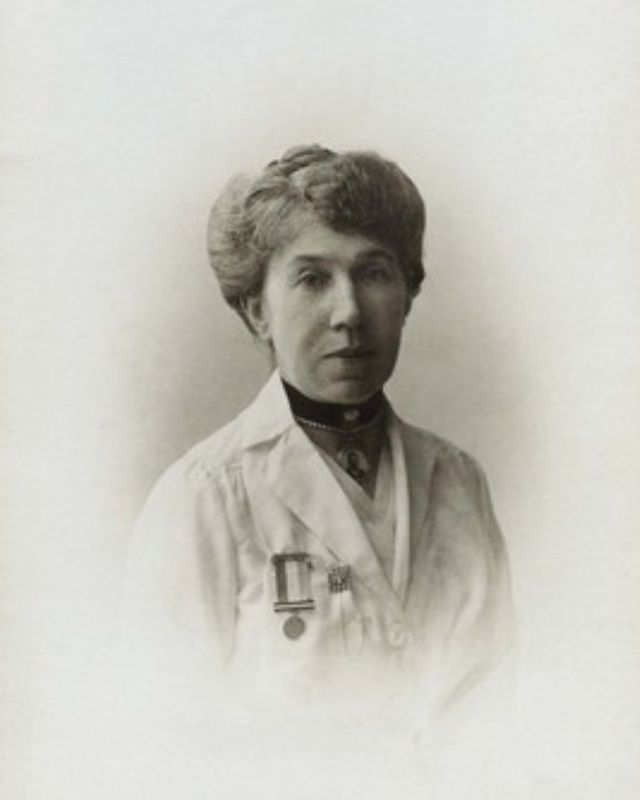
Janie Terrero (1912)
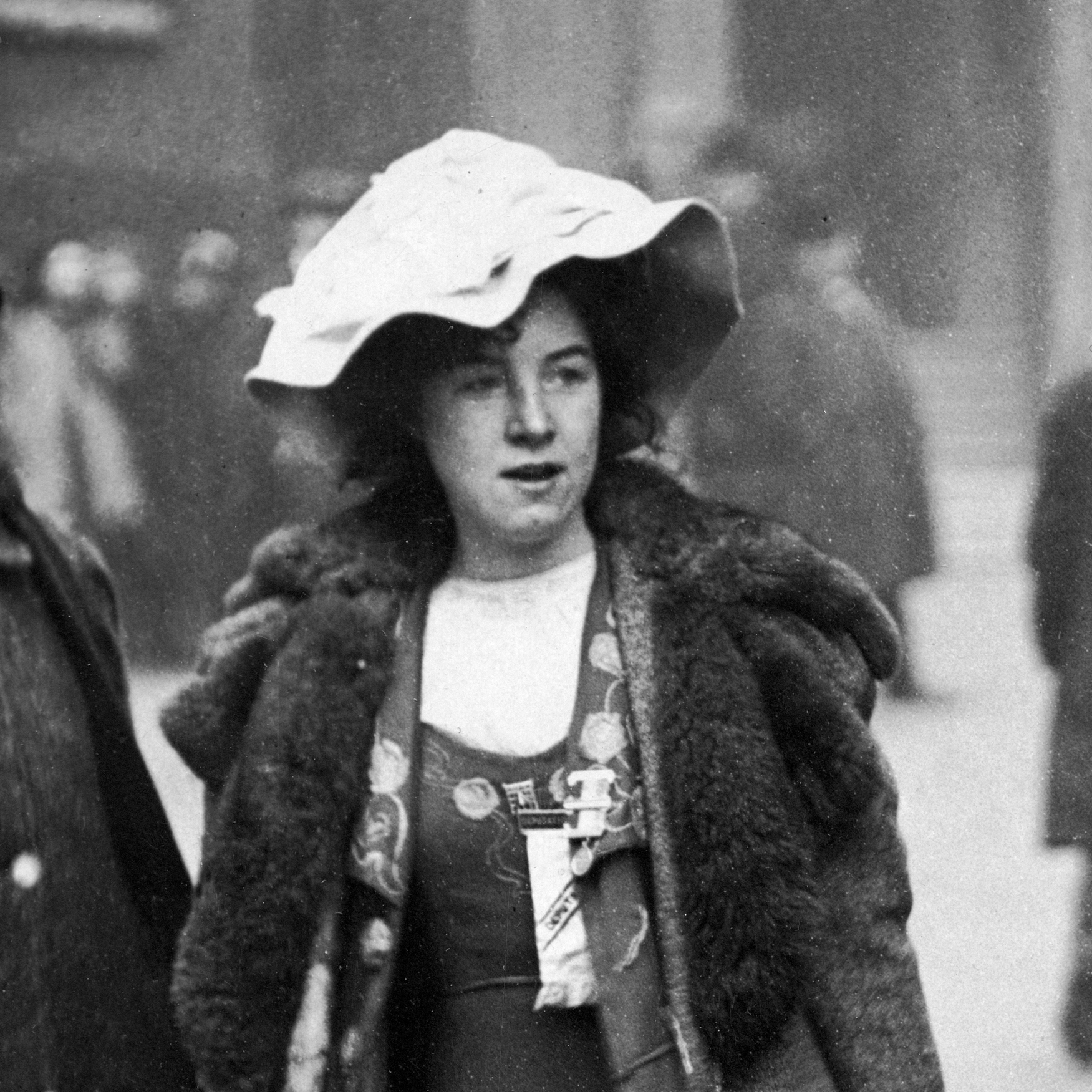
Mabel Capper (1912)
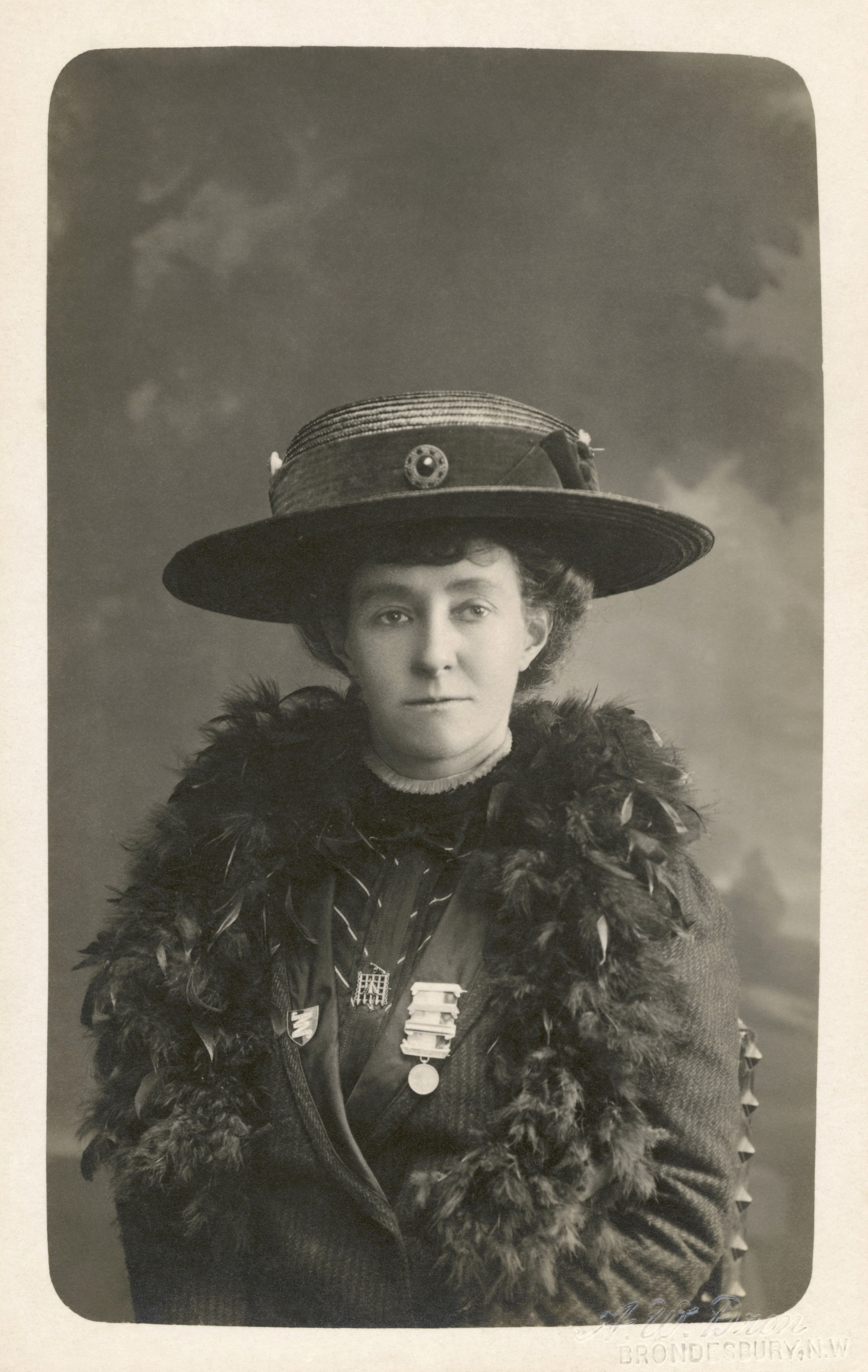
Emily Davison (1913)
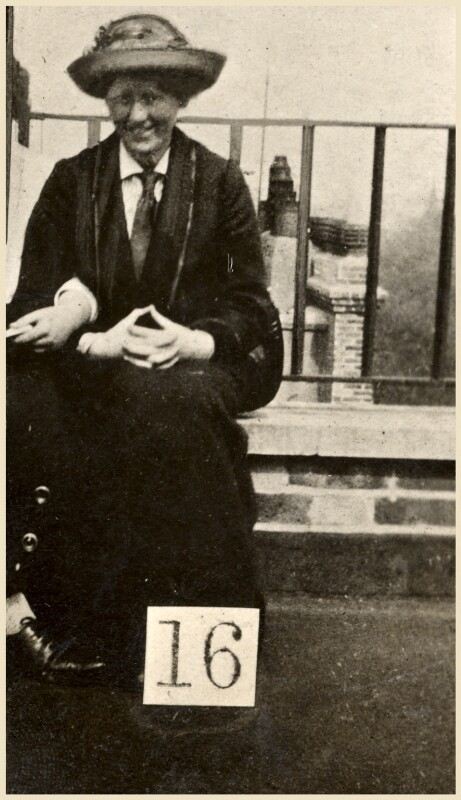
Clara Giveen (1914)
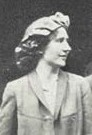
Grace Roe (1914)

## Voir également